# Блад 148
Блад 148 (англ. Blood 148) — індіанська резервація в Канаді, у провінції Альберта, у межах муніципального району Кардстон.

## Населення
За даними перепису 2016 року, індіанська резервація нараховувала 4570 осіб, показавши скорочення на 2,3%, порівняно з 2011-м роком. Середня густина населення становила 3,2 осіб/км².
З офіційних мов обидвома одночасно володіли 30 жителів, тільки англійською — 4 500, а 5 — жодною з них. Усього 1145 осіб вважали рідною мовою не одну з офіційних, з них 1 135 — одну з корінних мов.
Працездатне населення становило 44,8% усього населення, рівень безробіття — 22,4%.
Середній дохід на особу становив $20 449 (медіана $14 888), при цьому для чоловіків — $18 249, а для жінок $22 611 (медіани — $12 448 та $16 064 відповідно).
20,7% мешканців мали закінчену шкільну освіту, не мали закінченої шкільної освіти — 40,5%, 38,7% мали післяшкільну освіту, з яких 21,7% мали диплом бакалавра, або вищий.
| Статево-вікова структура населення | Статево-вікова структура населення | Статево-вікова структура населення | Статево-вікова структура населення | Статево-вікова структура населення |
| ---------------------------------- | ---------------------------------- | ---------------------------------- | ---------------------------------- | ---------------------------------- |
|                                    |                                    |                                    |                                    |                                    |
| Всього                             | Всього                             | 49,5%50,5%                         |                                    |                                    |
| 0 — 14 років                       | 0 — 14 років                       |                                    | 27,6%                              | 27,6%                              |
| 15 — 64 років                      | 15 — 64 років                      |                                    | 63,6%                              | 63,6%                              |
| 65 і більше                        | 65 і більше                        |                                    | 8,9%                               | 8,9%                               |
| 85 і більше                        | 85 і більше                        |                                    | 0,4%                               | 0,4%                               |
| Середній вік (років)               | Середній вік (років)               | 32,732,6                           | 32,6                               | 32,6                               |
| Медіана (років)                    | Медіана (років)                    | 28,828,9                           | 28,8                               | 28,8                               |
| — чоловіки — жінки                 |                                    |                                    |                                    |                                    |

| Походження мешканців:     | Походження мешканців:     | Походження мешканців: | Походження мешканців: | Походження мешканців: |
| ------------------------- | ------------------------- | --------------------- | --------------------- | --------------------- |
| Походження                |                           |                       | осіб                  | %                     |
| Корінні американці        | Корінні американці        |                       | 4 505                 | 99.34%                |
| Інше північноамериканське | Інше північноамериканське |                       | 25                    | 0.55%                 |
| Європейське               | Європейське               |                       | 255                   | 5.62%                 |
| британське                | британське                |                       | 110                   | 2.43%                 |
| французьке                | французьке                |                       | 50                    | 1.1%                  |
| Азійське                  | Азійське                  |                       | 10                    | 0.22%                 |

## Клімат
Середня річна температура становить 5,4°C, середня максимальна – 22,7°C, а середня мінімальна – -14,6°C. Середня річна кількість опадів – 448 мм.
| Клімат поселення                              | Клімат поселення | Клімат поселення | Клімат поселення | Клімат поселення | Клімат поселення | Клімат поселення | Клімат поселення | Клімат поселення | Клімат поселення | Клімат поселення | Клімат поселення | Клімат поселення | Клімат поселення |
| Показник                                      | Січ.             | Лют.             | Бер.             | Квіт.            | Трав.            | Черв.            | Лип.             | Серп.            | Вер.             | Жовт.            | Лист.            | Груд.            |                  |
| Середній максимум, °C                         | −0,67            | 2,34             | 6,50             | 12,30            | 17,76            | 21,82            | 22,70            | 22,70            | 17,79            | 12,48            | 4,58             | 0,06             |                  |
| Середня температура, °C                       | −7,61            | −4,62            | −0,45            | 5,34             | 10,81            | 14,86            | 17,08            | 17,06            | 12,16            | 6,85             | −1,04            | −5,57            |                  |
| Середній мінімум, °C                          | −14,58           | −11,58           | −7,4             | −1,62            | 3,84             | 7,90             | 11,45            | 11,46            | 6,55             | 1,23             | −6,65            | −11,21           |                  |
| Норма опадів, мм                              | 18               | 17               | 31               | 37               | 65               | 88               | 40               | 44               | 46               | 23               | 21               | 18               |                  |
| Середньомісячна швидкість вітру, м/с          | 4.71             | 4.30             | 4.60             | 4.53             | 4.40             | 4.10             | 3.60             | 3.50             | 3.80             | 4.41             | 4.71             | 4.71             |                  |
| Середньомісячна сонячна радіація, кДж/м²·день | 4380             | 7854             | 13085            | 17178            | 20782            | 22098            | 23697            | 20371            | 14631            | 8848             | 4698             | 3432             |                  |
| --------------------------------------------- | ---------------- | ---------------- | ---------------- | ---------------- | ---------------- | ---------------- | ---------------- | ---------------- | ---------------- | ---------------- | ---------------- | ---------------- | ---------------- |
| Джерело:                                      |                  |                  |                  |                  |                  |                  |                  |                  |                  |                  |                  |                  |                  |